# Język giryama
Język giryama – język z rodziny bantu, używany w Kenii i Tanzanii. W 1980 roku liczba mówiących wynosiła ok. 350 tys.